# Томіка

35°29′5″ пн. ш. 136°58′47″ сх. д. / 35.48472° пн. ш. 136.97972° сх. д.
Томіка (яп. 富加町, とみかちょう, МФА: [tomʲika t͡ɕoː]) — містечко в Японії, в повіті Камо префектури Ґіфу. Станом на 1 квітня 2009 площа містечка становила 16,82 км². Станом на 1 липня 2011 населення містечка становило 5499 осіб.